# ترلستون، واریک‌شر
ترلستون (به انگلیسی: Thurlaston) یک روستا و محله مدنی در بریتانیا است که در Rugby واقع شده‌است. ترلستون ۳۶۸ نفر جمعیت دارد.